# Peillac
Peillac (tiếng Breton: Paolieg) là một xã ở tỉnh Morbihan trong vùng Bretagne tây bắc Pháp. Xã này có diện tích 24,57 km², dân số năm 1999 là 1649 người. Khu vực này có độ cao từ 0-82 mét trên mực nước biển.
Cư dân của Peillac danh xưng trong tiếng Pháp là Peillacois.